# Arvid Skoog
Arvid Skoog, född den 16 maj 2005, är en svensk handbollsspelare (målvakt) som representerar Hammarby handboll och det svenska landslaget där medverkar som utvecklingsspelare och i ligalandslaget.